# (2572) Annschnell
(2572) Annschnell (1950 DL) – planetoida z pasa głównego asteroid okrążająca Słońce w ciągu 3,7 lat w średniej odległości 2,39 j.a. Odkryta 17 lutego 1950 roku.